# 武田耕雲斎等墓

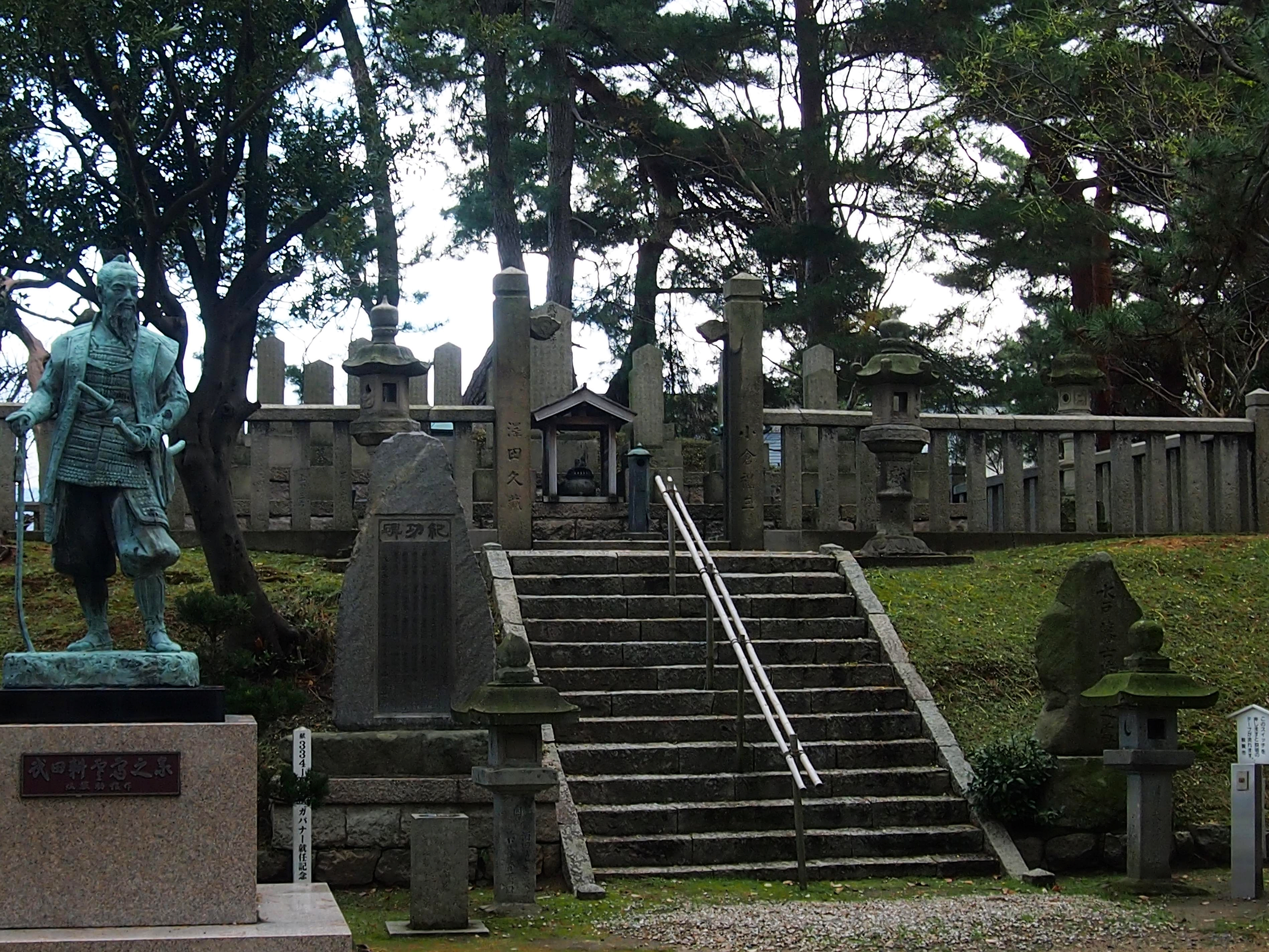
武田耕雲斎等墓

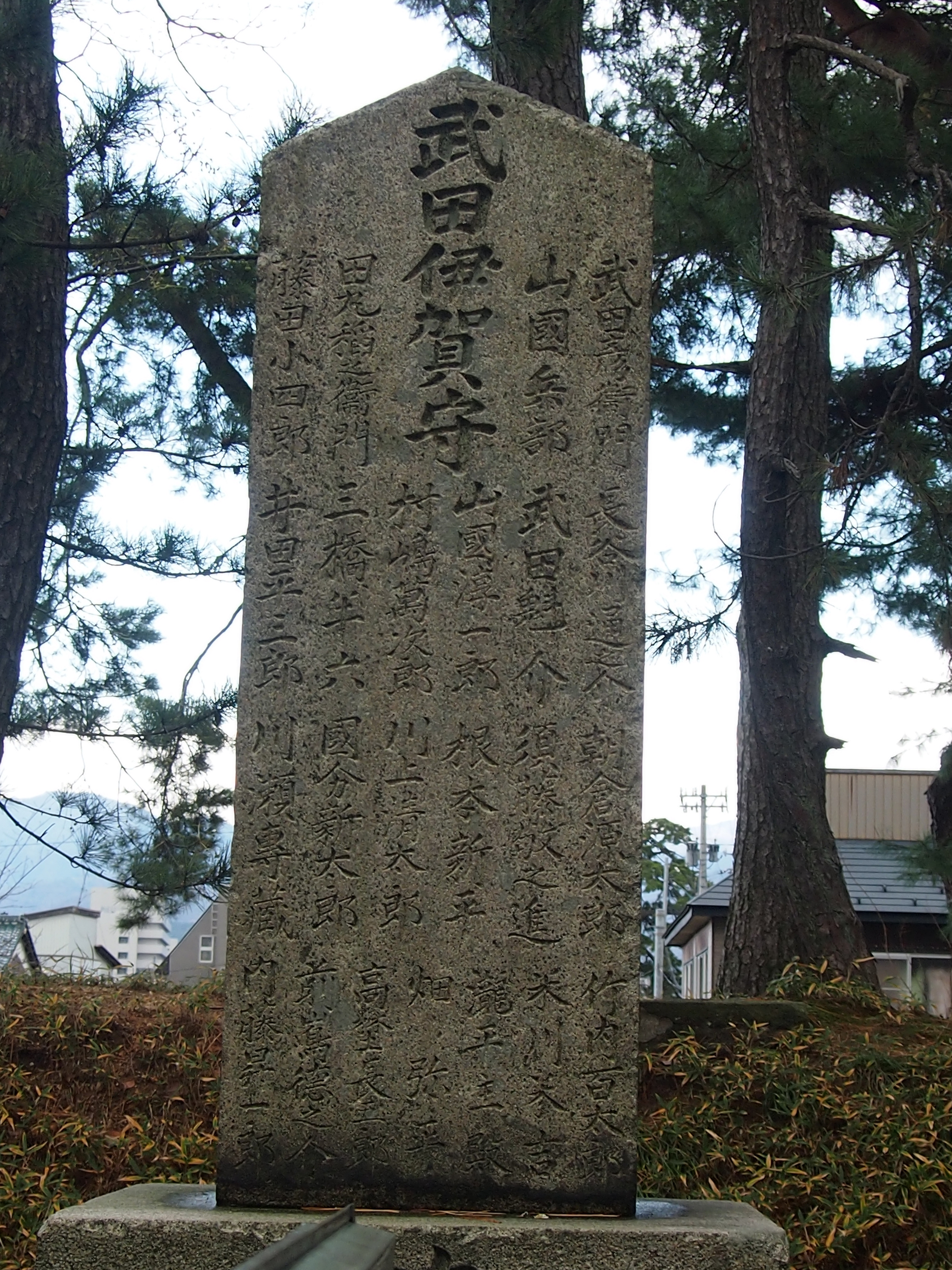
武田耕雲斎以下24名の氏名が刻まれた墓碑

武田耕雲斎等墓（たけだこううんさいとうのはか）は、幕末に水戸藩の天狗党員353名が処刑後に埋葬された墳墓である。福井県敦賀市松島町にあり、国の史跡に指定されている。

## 概要
処刑された天狗党員353名の遺骸は、3間四方の5つの穴に埋められた。このため、当初は5つの土饅頭型の塚となっており、五塚と呼ばれていた。3年後の1868年（慶応4年）に盛り土することで、1辺が16間（30メートル）、高さ2間（4メートル）の方形墳墓となり、その上に15基の墓碑が建てられた。この時点では、墓石は水戸の方角の東を向いており、コの字型に配置されていた。1914年（大正3年）に大改修がなされ、現在のように墓石は松原神社の方角の西向きとなり、前後2列の配置となった。15基の墓石のうち13基には、同地で処刑された353名の姓名が刻まれており、そのうちの1基は一回り大きく中央に置かれており、武田耕雲斎ら幹部24名の名がみえる。2列目14番目の墓石には行軍中に討ち死にした21名、15番目には病死した31名の姓名が刻まれている。墳墓地854平方メートルが、1934年（昭和9年）12月28日に、国の史跡に指定された。

## 歴史
1864年（元治元年）3月、尊皇攘夷を掲げた水戸藩の藤田小四郎らが筑波山で天狗党を結成して挙兵し、朝廷に直接その志を直訴すべく、武田耕雲斎を首領として総勢800名で上洛を開始した。同年11月1日に常陸国の大子（だいご）を出発、途中で江戸幕府軍と交戦したり、風雪で寒さが厳しくなる中を進み、40日間をかけた約1,000 kmの行軍の末、12月11日には敦賀の新保（しんぼ）に到着したが、すでに各藩からなる討伐軍に完全包囲され、また頼みの綱であった禁裏御守衛総督の一橋慶喜が討伐軍の総大将であることを知り、12月17日に対峙していた加賀藩に降伏した。
天狗党員823名の身柄は加賀藩の預りとなり、12月23日から25日にかけて、敦賀の本妙寺（346名）、本勝寺（387名）、長園寺（90名）に収容された。これら3つの寺は隣接しており、警戒しやすかったと考えられる。加賀藩の扱いは天狗党員の心情を慮り丁重なものであったが、翌1865年（元治2年）1月27日に幕府役人に引き渡されると状況は一変し、牢屋代わりの鰊蔵（肥料用の鰊粕を収容するための土蔵）に押し込められた。足枷をつけられた党員たちが収容された鰊蔵の環境は劣悪で、窓が塞がれた薄暗い中、便所代わりの桶が中央に置かれ、食事も粗末なものであり、病死者が続出した。
永覚寺に仮の白州が設けられ、同年2月1日から幕府役人の田沼玄蕃守意尊が、天狗党の取り調べを開始したが、数日間程度の形式的な取り調べを行ったのみで、斬首353名、追放188名、流罪137名、水戸へ送致125名、少年11名は永厳寺預かりの処分が下された。なお、首切りの役目には福井藩・彦根藩・小浜藩が命じられたが、彦根藩は桜田門外の変にて水戸浪士に井伊直弼を暗殺されていたことから役目を進んで申し出、福井藩は松平春嶽が天狗党への一方的な罪人扱いを好まずと言って断ったという。同年2月4日の武田耕雲斎以下25名の斬首を皮切りに、来迎寺の刑場で5回に分け、353名の大量処刑が実施された。
薩摩藩は流罪のための船を用立てるよう幕府から命じられたが、西郷隆盛は「降伏したものを罪人扱いして誅殺するとは尋常の振る舞いでなく、道理に合わない」と言って断ったという。また、大久保利通は「是をもって幕府滅亡のしるし」と日記に記して憤慨し、勝海舟も「多数有為の士をして惨禍に陥らしめ、降伏の後も酷刑に失し、これがため志士一層憤慨の心を激動し・・・」と幕府の対応を批判した。
処刑後間もない3月に、敦賀の永建寺・永賞寺・永厳寺・真禅寺は処刑者を弔う法要を行なった。その後、苛烈な処置に世間・諸藩からの批判が高まったためか、翌1866年（慶応2年）5月15日、小浜藩預かりとなっていた約110名が准藩士として罪を赦され、衣服や金子などの支給を受けて永厳寺に身柄を移され、同年5月26日から1867年（慶応3年）5月まで敦賀に滞在、その後美方郡佐柿に移された。彼らは、約8か月後の1868年（明治元年）1月に水戸藩への帰藩を許された。
1868年（明治元年）2月、北陸道鎮撫使が立ち寄った際、香華料を備え、墳墓の改修を命じた。また1875年（明治8年）には、刑死者353名に加え、戦死・戦病者も合わせた411名の水戸烈士を祀った松原神社の建立が許可された。1878年（明治11年）10月10日、明治天皇が北陸巡幸時に祭祀料金5百両を下賜したことから、以後10月10日を例祭の日としている。1896年（明治29年）、松原神社の本殿が墳墓前に竣工し、1914年（大正3年）に松原神社は、現在の位置である市道を挟んだ西側に移転した。なお、墳墓の階段を上がった入口に設けられていた鉄製の門扉は、戦時中の金属供出により失われたが、現在でも門柱は残っている。

## 旧跡など

### 墳墓周辺
- 石灯籠：石段入口の灯籠は1868年（慶応4年）7月の建立で現存する中では最も古いものである[7]。
- 水戸藩士墳墓之処碑：石段の右にあり年代不明であるが、かなり古びており処刑直後に建てられたと考えられている[7]。
- 水戸烈士追悼碑：大きな一枚岩の石碑。1941年（昭和16年）建立。
- 史跡指定標：1942年（昭和17年）建立。1934年（昭和9年）に史跡指定されており、それを示すもの。
- 武田耕雲斎銅像：1978年（昭和53年）建立。作成者は佐藤助雄である[7]。
- 水戸烈士殉難之碑：2014年（平成26年）建立。150年記念に建てられた案内碑。

### 松原神社周辺
- 松原神社碑：常陸産の寒水石。寄進者は旧水戸藩主の徳川慶篤、御筆は有栖川宮熾仁親王、撰文は滋賀県令[注 4]の籠手田安定である[7]。
- 鰊蔵：牢屋に使用された鰊蔵は全部で16棟あったが、そのうちの1棟は1954年（昭和29年）の敦賀築港90年祭で松原神社境内に移築され、水戸烈士記念館となった[8]。また、もう1棟は水戸市の回天神社境内に移築され、資料展示室「回天館」となっている[9]。もともとは、敦賀市蓬莱町の敦賀水産卸売市場の東側にあったという[4]。

### その他
- 収容先の本妙寺、本勝寺、長園寺はいずれも敦賀空襲により焼失し、当時の建物は残っていないが、同じ場所に再建されている。本勝寺の境内には、「水戸烈士幽居之寺碑」が建てられている。
- 仮白州の設けられた永覚寺には「浪人騒動決断白洲之址」の石碑が建つ。水戸浪士処刑百年忌の1964年（昭和39年）11月22日建立された。
- 准藩士屋敷跡：美浜町佐柿に屋敷跡の石積みが残っている[9]。
- 武田耕雲斎本陣跡：敦賀市新保に耕雲斎が滞陣した建物が残されている。

### ギャラリー

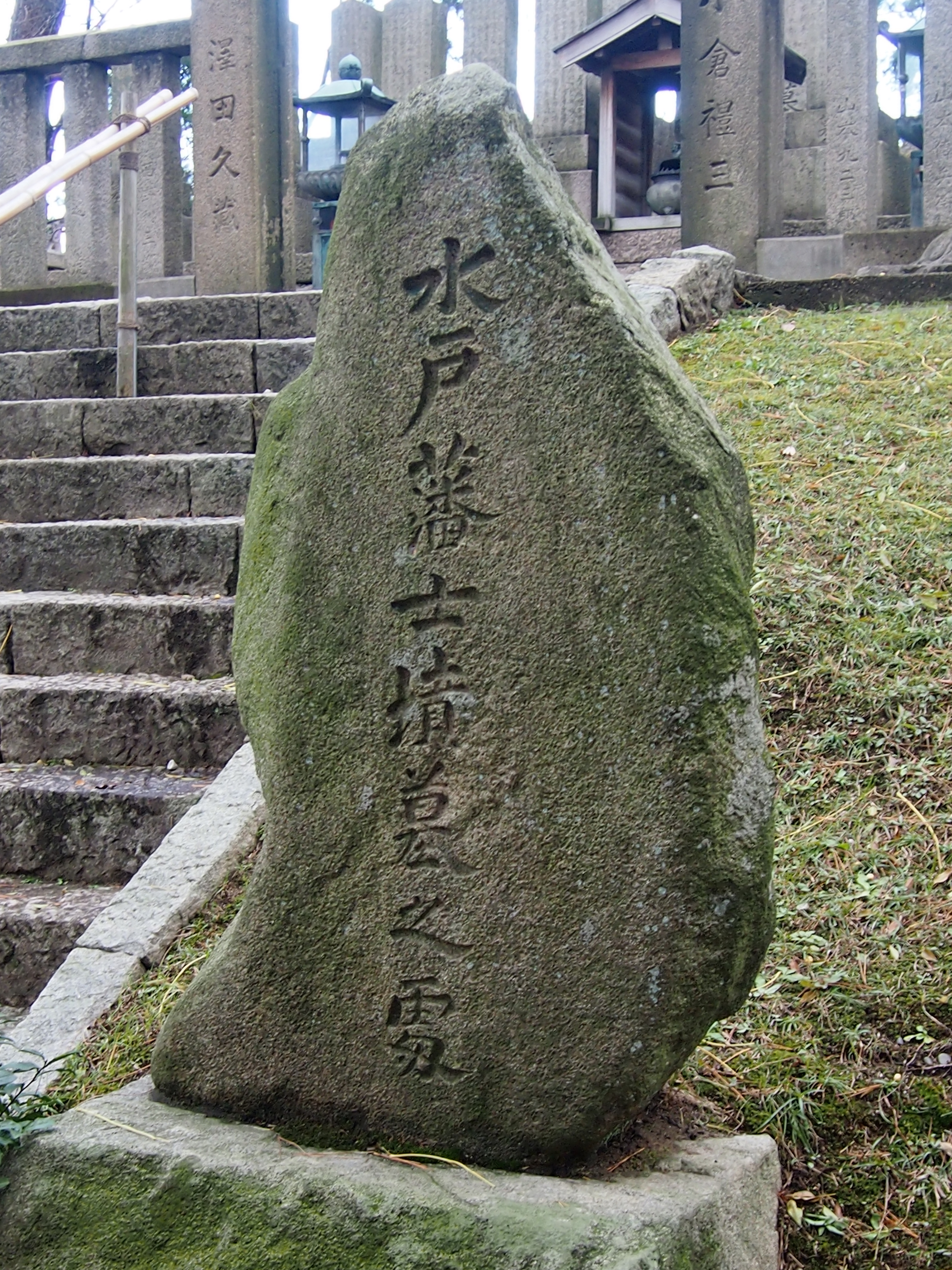
水戸藩士墳墓之處
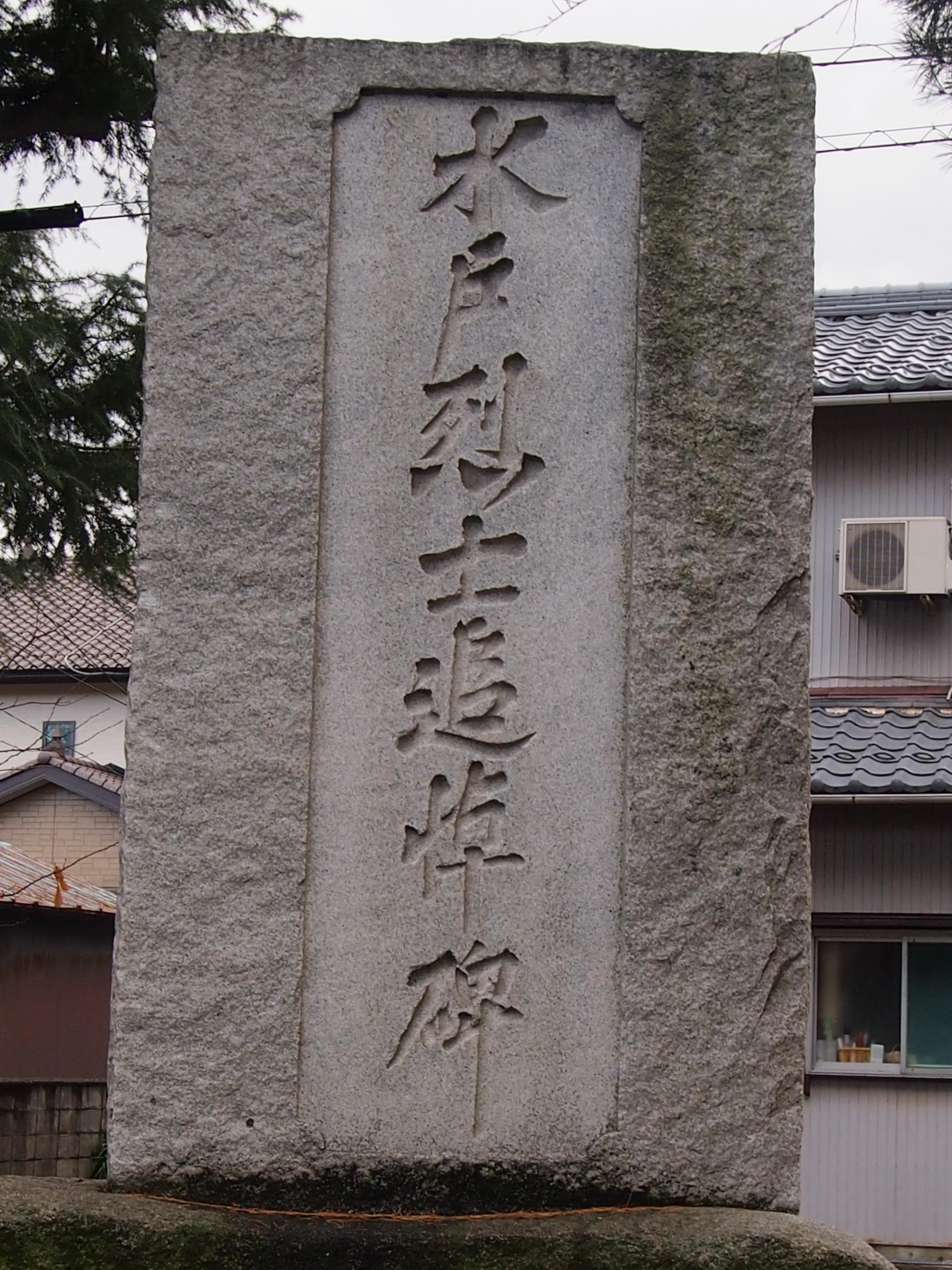
水戸烈士追悼碑
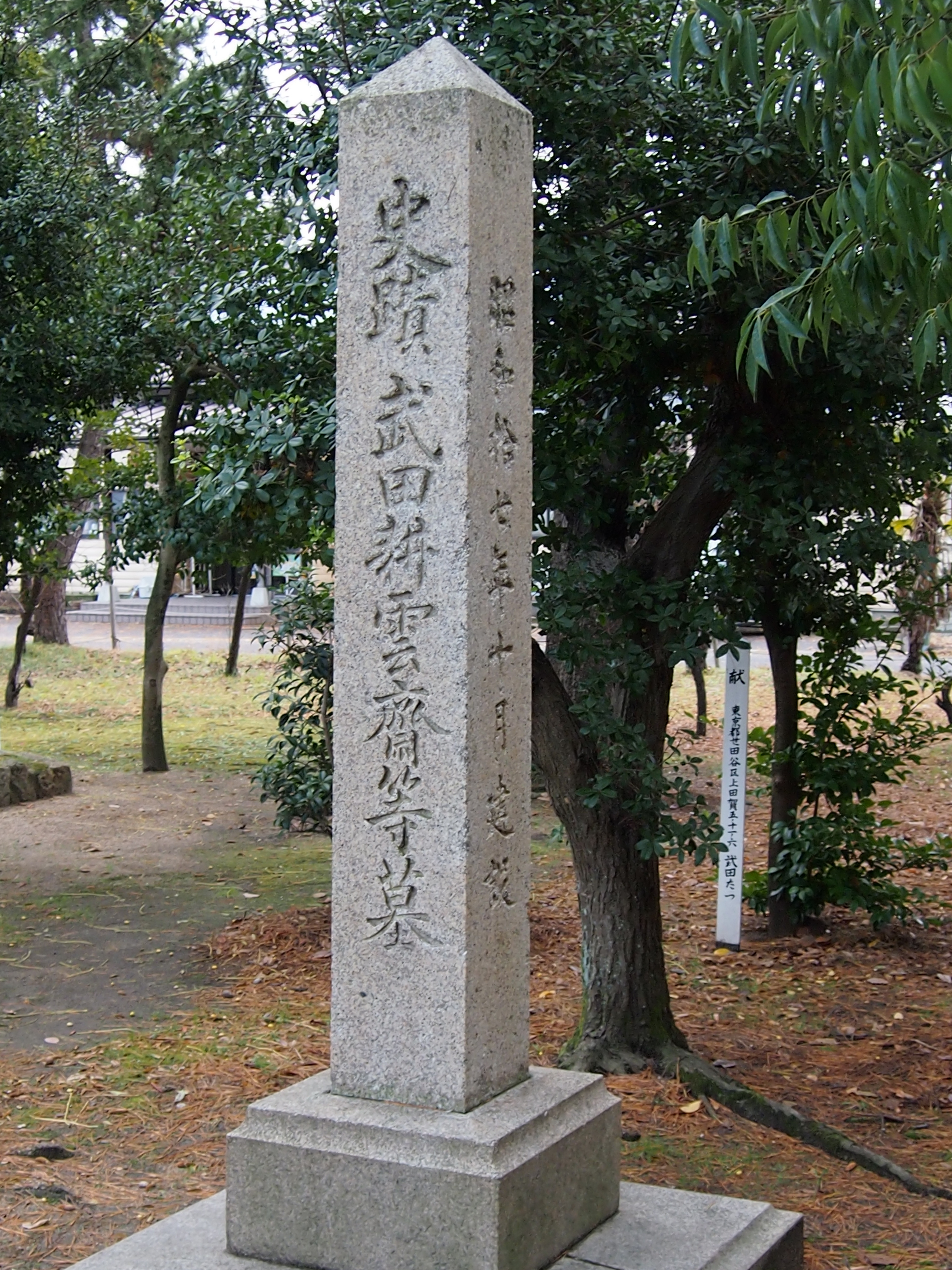
史跡指定標
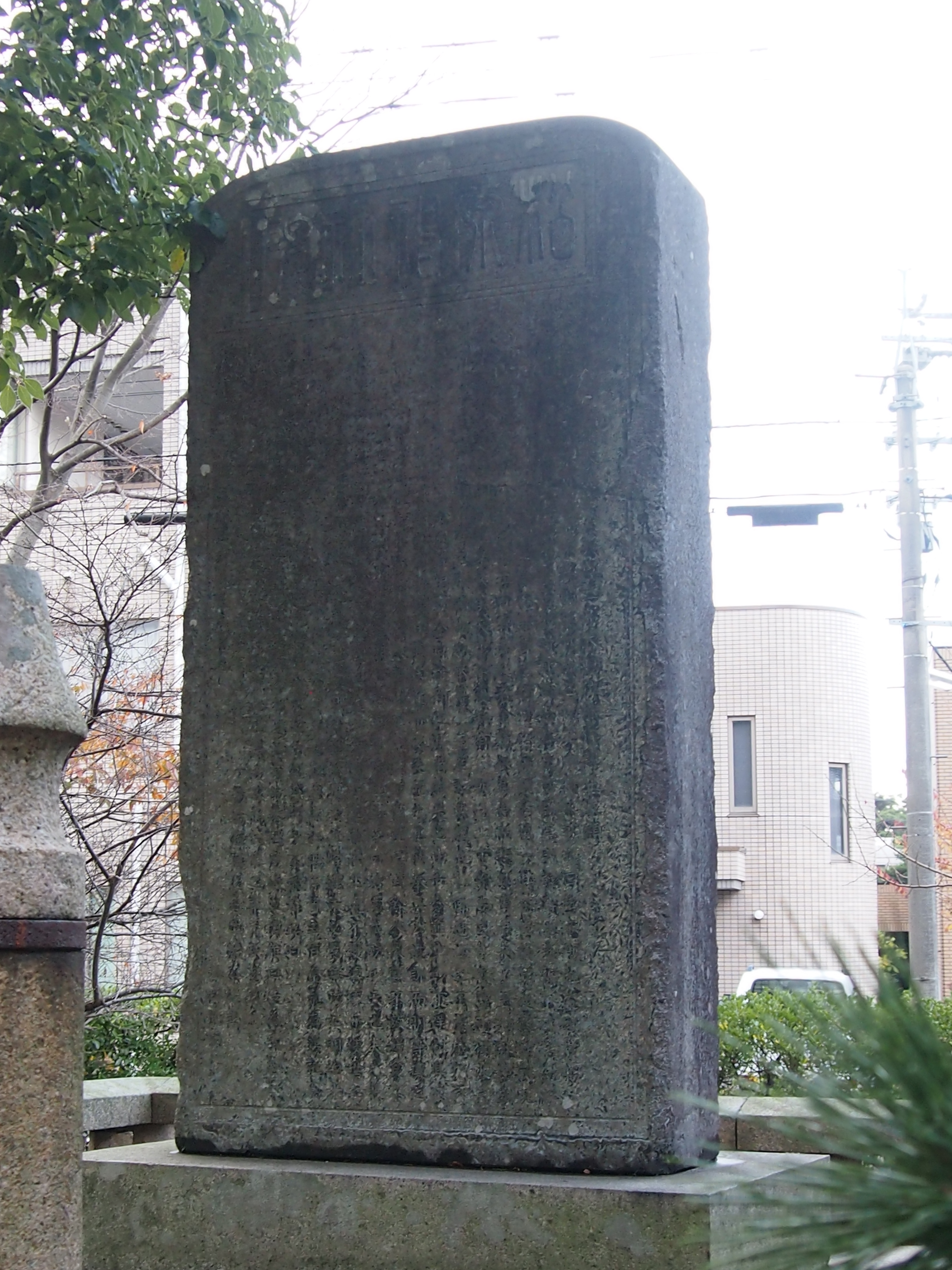
松原神社碑北緯35度39分6.4秒 東経136度03分18.2秒 / 北緯35.651778度 東経136.055056度
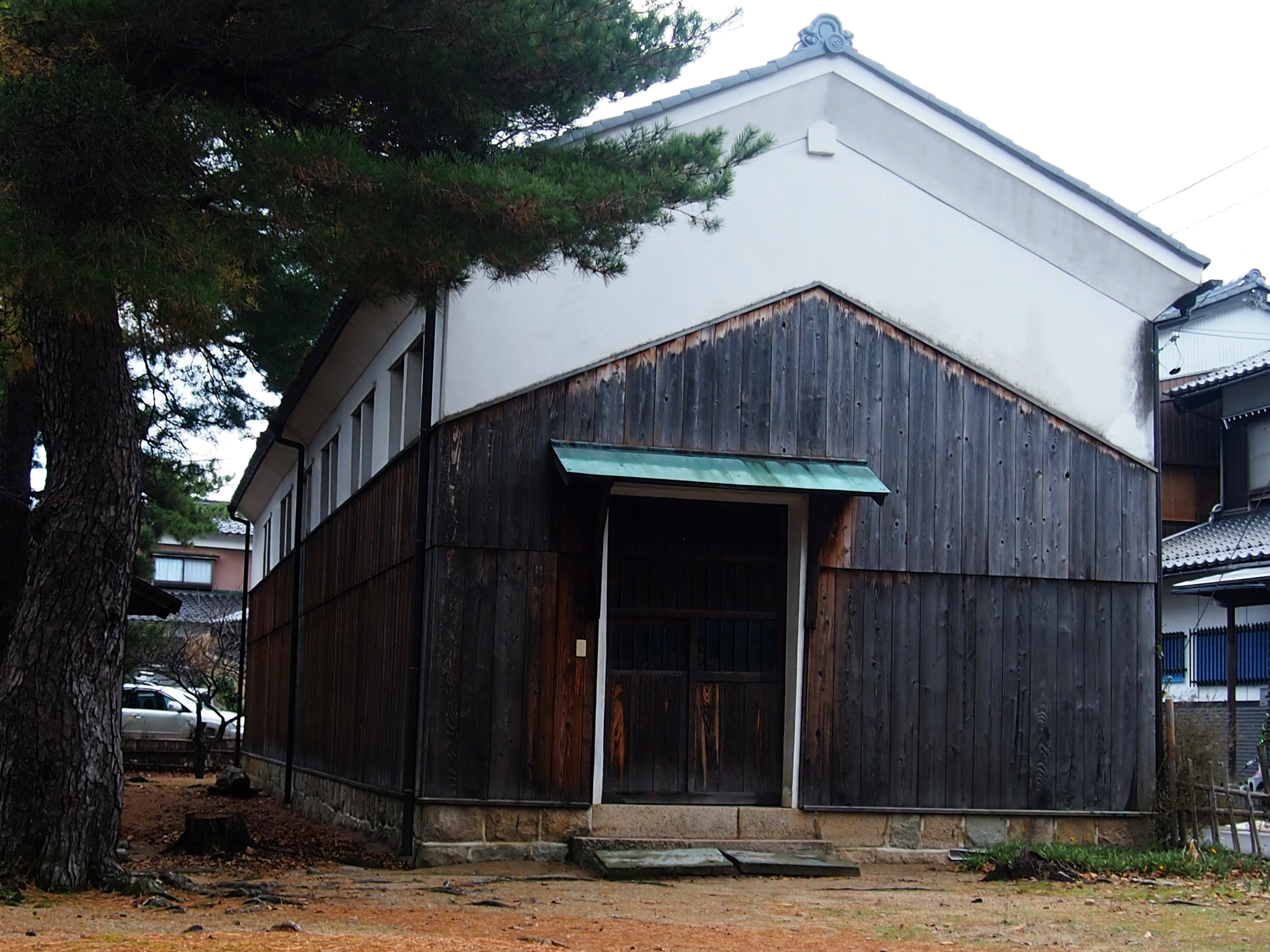
鰊蔵
水戸烈士記念館北緯35度39分4.1秒 東経136度03分19.0秒 / 北緯35.651139度 東経136.055278度
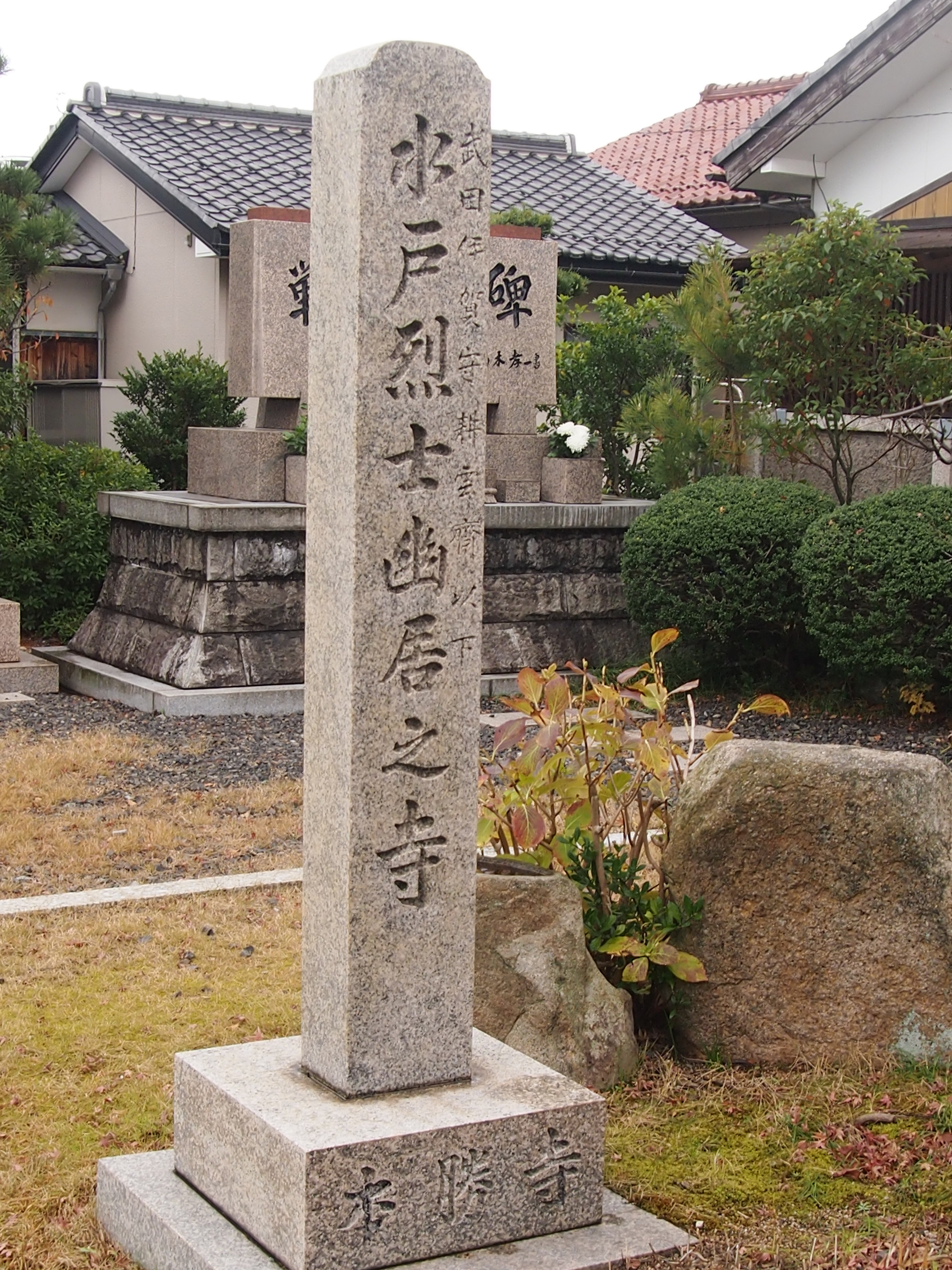
水戸烈士幽居之寺碑北緯35度39分17.7秒 東経136度04分14.9秒 / 北緯35.654917度 東経136.070806度
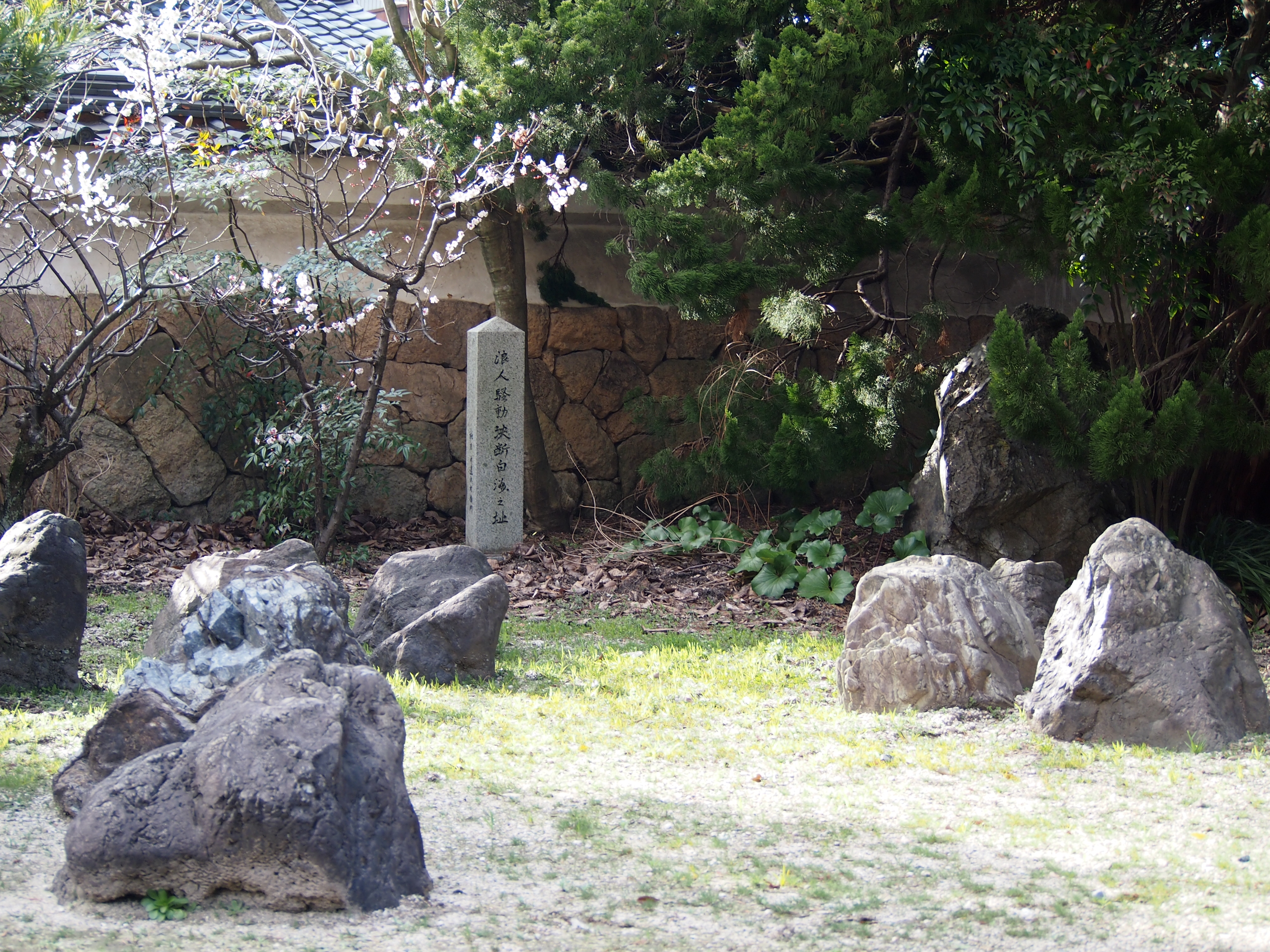
浪人騒動決断白洲之址北緯35度39分43.6秒 東経136度04分37.8秒 / 北緯35.662111度 東経136.077167度
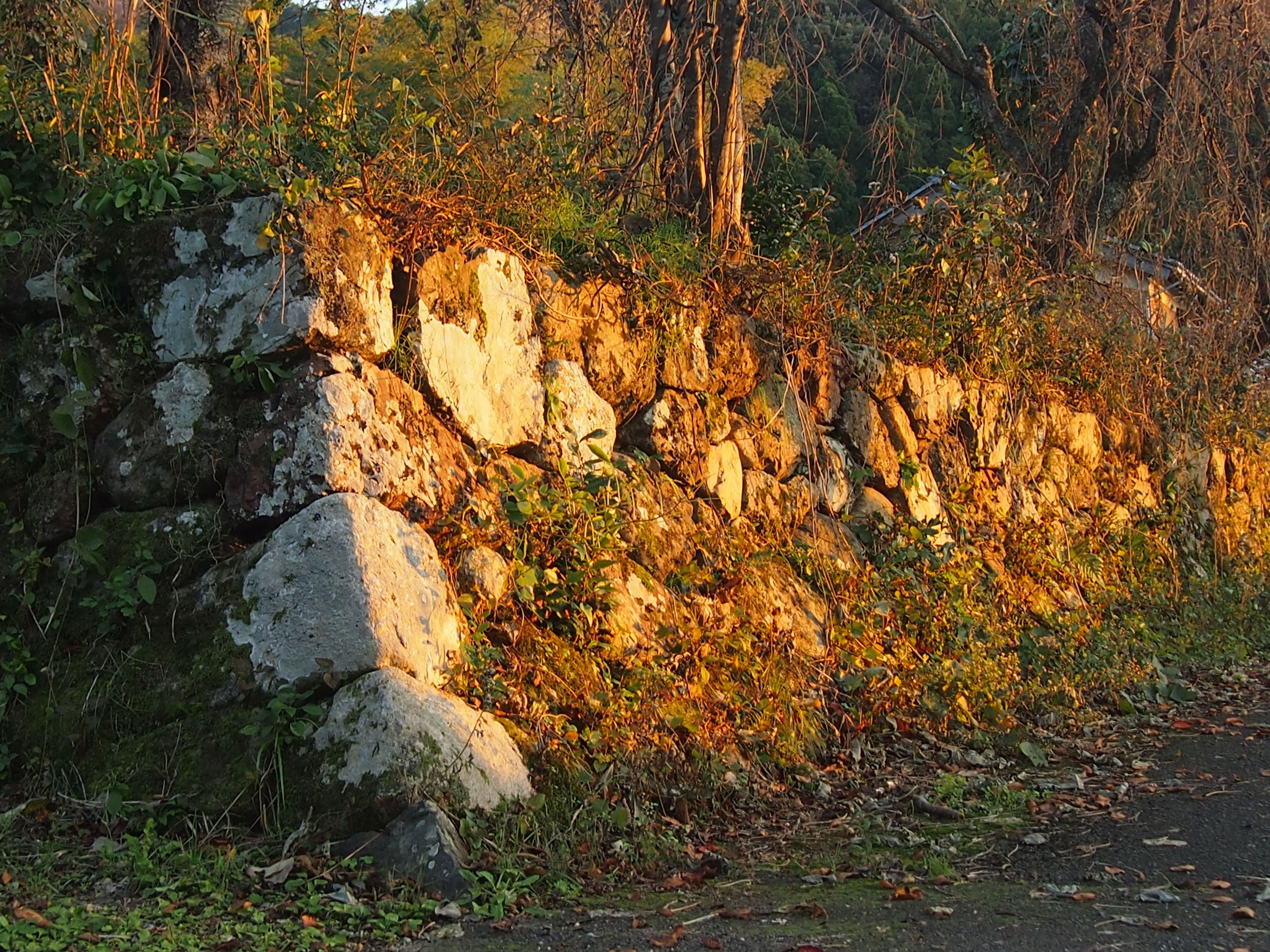
准藩士屋敷跡北緯35度36分39.0秒 東経135度57分43.6秒 / 北緯35.610833度 東経135.962111度
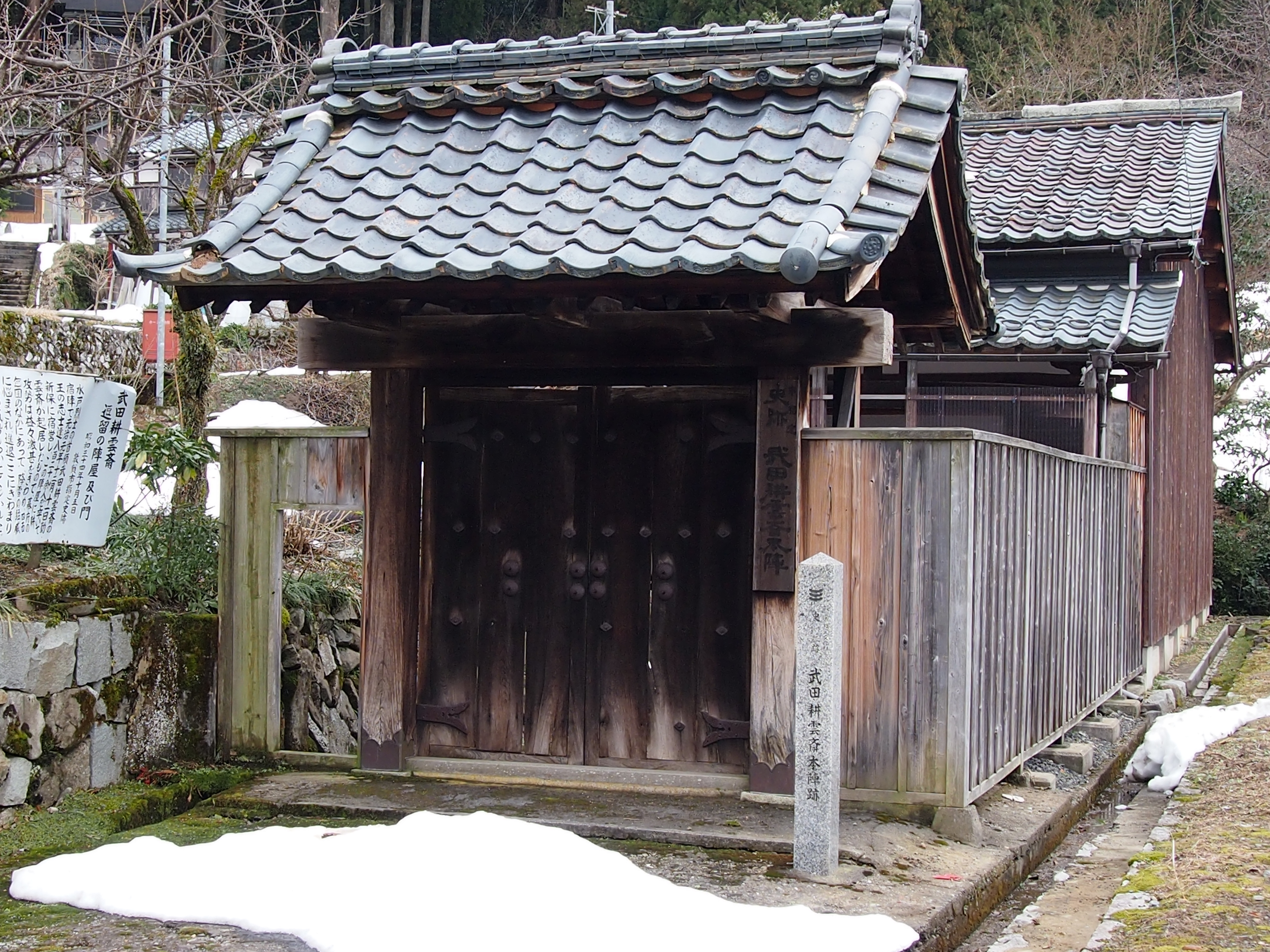
武田耕雲斎本陣跡北緯35度42分7.0秒 東経136度7分56.9秒 / 北緯35.701944度 東経136.132472度

## 遺品類
武田耕雲斎の遺品が遺族から松原神社に寄進され、その多くが敦賀市の有形文化財の歴史資料として指定されている。
- 脇差：武田耕雲斎所用。時代は鎌倉。無銘、鑑定は備州長船の兼光。
- 短刀：武田耕雲斎所用。時代は南北朝。無銘、鑑定は菊池千本槍。
- 陣羽織：武田耕雲斎所用。黒ラシャ製、楓の金箔押しの紋が背と裾にあしらってある。
- 軍扇：武田耕雲斎が有栖川宮家より拝領したもの。水戸藩主徳川斉昭の正室が有栖川宮熾仁親王の娘であった関係で賜ったという[3]。
- 紙本著色 武田耕雲斎画像：天狗党員であった須木直正の筆によるもの[11]。
- 大鋏[4]：処刑前に髷を切った大きな握りばさみ。